# SP-350
Die SP-350 Denise ist ein kleines Forschungs-U-Boot für zwei Personen aus dem Jahr 1959 mit einer Tauchtiefe von 350 m. Sie trägt in verschiedenen Veröffentlichungen auch die Namen Soucoupe Plongeante (franz. für „tauchende Untertasse“), Diving Saucer, SP-300 oder DS-2. Konstruiert und gebaut wurde es von Jacques-Yves Cousteau und Jean Mollard im Auftrag der französischen OFRS. Sie war eines der ersten U-Boote, die speziell für ozeanografische Forschung gebaut wurden.

## Konstruktion
Ziel der Konstruktion war, ein möglichst kleines und damit einfach einzusetzendes U-Boot mit maximaler Beweglichkeit insbesondere nahe dem Meeresboden zu konstruieren. Der Druckkörper aus Stahl ist ein flaches Rotationsellipsoid mit 2 m Durchmesser und 1,43 m Höhe. Das Durchmesser/Höhe-Verhältnis von Wurzel(2) ist die größte Abweichung von der Kugelform, bei der noch keine Zugspannungen in der Rumpfwand auftreten. Die Druckfestigkeit wird mit 90 bar angegeben.
Pilot und Beobachter liegen darin nebeneinander und sehen durch je ein kegeliges Acrylglasfenster von 12 cm Durchmesser und 9 cm Dicke nach vorne. Im Wasser um den Druckkörper herum sind gürtelförmig Aggregate angeordnet, die eine Gefährdung der Insassen verursachen könnten. Das sind die Akkus, der Antriebsmotor und die Quecksilbertanks. Die Außenverkleidung hat die Form eines Torus mit schrägem Übergang zum Druckkörper und gibt dem U-Boot eine Form, die man einer fliegenden Untertasse zuordnen würde.

## Antrieb
Energiequelle sind Bleiakkumulatoren mit insgesamt 13 kWh. Der Antrieb erfolgt über zwei schwenkbare Wasserstrahldüsen, die von einer Kreiselpumpe gespeist werden. Das Schwenken der Düsen sowie die Verteilung des Wasserstroms auf die Düsen wird mit drei hydraulischen Servomotoren gesteuert. Das System erlaubt eine Geschwindigkeit von 1 kn (1,9 km/h) und ein Drehen auf der Stelle. Die Gefahr des Hängenbleibens oder Verhedderns ist deutlich geringer als bei einem Propellerantrieb.
Das U-Boot kann durch Umpumpen von 125 kg Quecksilber um bis zu 30° gekippt werden. Es wird über feste Ballastgewichte für jeden Einsatz auftriebsneutral getrimmt. Für die Feintrimmung ist im Druckkörper ein kleiner Ballasttank (55 l) eingebaut, der mit einer Handpumpe bedient wird. Um schnellere Ab- und Aufstiege zu realisieren, gibt es abwerfbare 25 kg schwere Gusseisengewichte. Mit beiden Gewichten hat das U-Boot Abtrieb und sinkt. In Zieltiefe wird das erste Gewicht abgeworfen und das Boot schwebt. Nach Abwurf des zweiten Gewichts steigt das Boot wieder zur Oberfläche. Im Notfall kann außerdem ein weiteres 120-kg-Gewicht abgeworfen und das Quecksilber abgelassen werden. An der Oberfläche angekommen gibt ein aufblasbarer Schlauchring um die Luke genug Freibord, um die Luke gefahrlos öffnen zu können, auch wenn kein Kran verfügbar ist.

## Ausrüstung
Die SP-350 war von vornherein auch für die Unterwasserfotografie ausgelegt. Dazu gibt es ein drittes Frontfenster für eine 16-mm-Filmkamera und mehrere leistungsstarke Lampen bis zu 2500 W. Eine davon ist bis zu 3 m vor dem Boot hydraulisch ausfahrbar. Ein hydraulischer Greifarm mit zwei Freiheitsgraden ermöglicht Probenahmen.
Die Navigationsausrüstung besteht aus einem Kreiselkompass, Tiefenmesser, Echolot zum Boden und zur Oberfläche. Kommunikation ist über UQC Unterwassertelefon und an der Oberfläche per Funk möglich.

## Einsätze

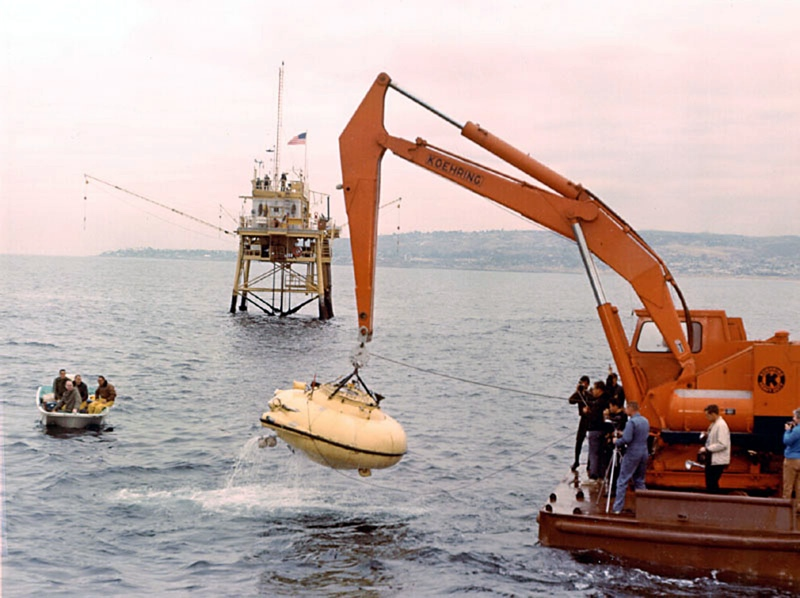
SP-350 während ihres Einsatzes in den USA

Die SP-350 war von 1959 bis zu deren Untergang 1996 fester Ausrüstungsbestandteil des Forschungsschiffs Calypso. Bekannt wurde die SP-350 durch den Film „Welt ohne Sonne“. Im Frühjahr 1964 wurde die SP-350 an die US-Navy - Office for Naval Research ausgeliehen. Das war der Auslöser für den Bau vieler Forschungs-U-Boote in den USA während der folgenden Jahre.
1970 wurde im Rahmen einer Überholung die Einsatztauchtiefe von 300 m auf 350 m hochgesetzt. Damit änderte sich auch der Name von SP-300 zu SP-350. 1976 war sie an der Erkundung des Wracks der Britannic beteiligt. Insgesamt verzeichnet die SP-350 über 1500 Tauchgänge.